# Jérôme Keen
 (avril 2022).
Si vous disposez d'ouvrages ou d'articles de référence ou si vous connaissez des sites web de qualité traitant du thème abordé ici, merci de compléter l'article en donnant les références utiles à sa vérifiabilité et en les liant à la section « Notes et références ».
Pour les articles homonymes, voir Keen.
Jérôme Keen est un acteur français.
Apparu dans de nombreux films et séries, il est essentiellement actif au théâtre. Prêtant sa voix pour divers projets, il est également connu pour son travail dans le doublage, notamment pour être la voix française de Jason Isaacs, Tobias Moretti, John Corbett et Kevin Sorbo et celle du personnage Roland dans les jeux vidéo Borderlands.

## Biographie
Jérôme Keen suit une formation classique à Paris pendant plusieurs années auprès de Cécile Grandin, Jean-Louis Bihoreau et Jean-Pierre Martino. Ensuite complète sa formation avec Carlo Boso du Piccolo Teatro di Milano et avec Jack Waltzer de l'Actor's Studio. Il participe également à des stages avec Jean-Paul Zehnacker, Jordan Beswick et avec Xavier Durringer. Ce dernier lui propose un des rôles importants dans La Source, Rouge Sang, et dans La Mort dans l'âme.
Au théâtre, il interprète plusieurs rôles tel que Don Juan et Tartuffe, Timon d'Athènes, Œdipe, Narcisse (Rousseau), Britannicus, Kent (Le Roi Lear), le duc Orsino (La Nuit des rois) et Olivier (Comme il vous plaira). Il joue également Merlin dans Le Roi Arthur, Clov dans Fin de partie, Apémentus dans Timon d'Athènes, le général Philippe Pétain dans Le Chemin des Dames, le roi Jean dans Le Roi Jean, Jérôme Malher dans Jeux d'enfants, Pozzo dans En attendant Godot et Javert dans Jean Valjean.
À la télévision, il apparaît dans Gone for good, Germinal, T'en fais pas je suis là, Astrid et Raphaëlle, Munch, La Source et Dame d'atout entre-autres.
En 2019, il incarne également le roi Philippe II d'Espagne dans la série La Guerre des trônes, la véritable histoire de l'Europe.

## Théâtre
- 1978 : Marchand d'habits de Cot Dornan, mise en scène Jean-Pierre Martino : Pierrot ;
- 1978 : Les Bottes de 7 Lieues de Beaumarchais, mise en scène Jean-Louis Bihoreau : Arlequin ;
- 1979 : Le Tout pour le tout de Françoise Dorin, mise en scène Raymond Gérôme, Théâtre du Palais-Royal : Le facteur ;
- 1979 : Le Tricorne Enchanté de Théophile Gautier, mise en scène Jean-Louis Bihoreau : Frontin ;
- 1980 : Le Chevalier d'Olmédo de Lope de Vega, mise en scène Pierre Leomy : Don Fernando ;
- 1981 : Britannicus de Racine, mise en scène Cécile Grandin : Britannicus ;
- 1982 : Narcisse de Jean-Jacques Rousseau, mise en scène Cécile Grandin : Narcisse ;
- 1982 : Le Prince travesti de Marivaux, mise en scène Jean-Louis Bihoreau : Le serviteur ;
- 1983 : Le Cirque de Claude Mauriac, mise en scène Nicolas Bataille : Le clown blanc ;
- 1984 : Œdipe roi de Sophocle, mise en scène Michel Miramont : Œdipe ;
- 1985 : Le Songe d'une nuit d'été de William Shakespeare, mise en scène Nicolas Bataille : Bottom et Démétrius ;
- 1986 : Qui a peur de Virginia Woolf d'Edward Albee, mise en scène Utaka Wada : Nick ;
- 1987 : Le Cirque II de Claude Mauriac, mise en scène Nicolas Bataille : Le clown blanc ;
- 1988 : Sports et divertissements de Nicolas Bataille d'après Erik Satie, mise en scène Nicolas Bataille : Mr Loyal ;
- 1989 : La Ronde d'Arthur Schnitzler, mise en scène Alain Béhar : Le jeune homme et l'auteur ;
- 1990 : Morts sans sépulture de Jean-Paul Sartre, mise en scène Marie-Françoise Broche : Jean et Landrieu ;
- 1995 : L'École du mensonge de Sacha Guitry, mise en scène Henri Lazarini : L'auteur ;
- 2004 : Les Caprices de Marianne de Musset, mise en scène Kim Broderick : Claudio ;
- 2005 : Colomba de Prosper Mérimée, mise en scène Kim Broderick : Le maire Barricini ;
- 2006 : Europe de Richelieu, mise en scène Christiane Marchewska : Ibère ;
- 2007 : Dans le temps de Danièle Gasiglia d'après Proust, mise en scène Jean-Paul Zennacker : Marcel adulte et son père ;
- 2007 : La Seconde Surprise de l'Amour de Marivaux, mise en scène Édith Garraud : le Comte ;
- 2008 : Comme il vous plaira de William Shakespeare, mise en scène Jean-Claude Sachot : Olivier ;
- 2008 : La Nuit des Rois de William Shakespeare, mise en scène Nicole Gros : Le Duc Orsino ;
- 2008 : Le Roi Lear de William Shakespeare, mise en scène Jean-Luc Jenner : Kent ;
- 2008 : Timon d'Athènes de William Shakespeare, mise en scène Cyril Le Grix : Timon ;
- 2009 : Tartuffe de Molière, mise en scène Édith Garraud : Tartuffe ;
- 2009 : Dom Juan de Molière, mise en scène Nicole Gros : Dom Juan ;
- 2010 : Répétitions mouvementées de Danièle Gasiglia d'après Victor Hugo, mise en scène Jean-Paul Zennacker : Paul Meurice ;
- 2010 : Jean Valjean de Jean-Paul Zennacker d'après Les Misérables de Victor Hugo, mise en scène Jean-Paul Zennacker : Javert ;
- 2011 : En attendant Godot de Samuel Beckett, mise en scène Mireille Coffrant, Pozzo ;
- 2013 : Salieri d'après Amadeus de Peter Shaffer, mise en scène Cyril Le Grix : Salieri ;
- 2014-2019 : Fin de partie de Samuel Beckett, mise en scène Jean-Claude Sachot : Clov ;
- 2015 : Le Roi Jean de William Shakespeare, mise en scène Lionel Fernandez : Le Roi Jean ;
- 2016 : Jeux d'Enfants de Robert Marasco, mise en scène Dorothée Deblaton : Jérôme Malher ;
- 2017 : Timon d'Athènes de William Shakespeare, mise en scène Cyril Le Grix : Apémantus le philosophe revêche ;
- 2017-2018 : Le Chemin des Dames de Bruno Jarrosson, mise en scène Yves Carlevaris : Le général Pétain ;
- 2018-2019 : Le Roi Arthur de Jean-Philippe Bêche, mise en scène Jean-Philippe Bêche : Merlin ;
- 2020 : Oh les beaux jours de Samuel Beckett, mise en scène Véronique Boulanger : Willie ;
- 2021 : Macbeth de William Shakespeare, mise en scène Mitch Hooper : Banquo ;
- 2022 : A propos de passion de Graham farrow, mise en scène Caroline Rabaliatti : Jason Carroway.
- 2023 : Oh les beaux jours de Samuel Beckett, mise en scène Véronique Boulanger : Willie
- 2023 : Macbeth de William Shakespeare, mise en scène Olivier Bruaux : Macbeth

## Filmographie

### Cinéma
- 1980 : Le Coup du parapluie de Gérard Oury : L'assistant réalisateur ;
- 1987 : La Pension (court-métrage) de Marc Cadieux : Le servant ;
- 1989 : The Waste Land de Timon Koulmasis : Paul ;
- 1996 : Le Roi des Aulnes de Volker Schlöndorff : Abel's client ;
- 2002 : Le Boulet d'Alain Berberian et Frédéric Forestier : L'assistant médical-bivouac ;
- 2002 : Décalage horaire de Danièle Thompson : Le concierge ;
- 2004 : Elles (Prin ti nyhta) de Timon Koulmasis : Pierre ;
- 2005 : Les Parrains de Frédéric Forestier : Le policier scientifique ;
- 2007 : Michou d'Auber de Thomas Gilou : L'employé de l'assistance publique ;
- 2009 : Signature de Stellios Charalambopoulos : Jean-Pierre Rouen ;
- 2013 : Attila Marcel de Sylvain Chomet : Le fonctionnaire de la mairie ;
- 2015 : À cœur battant de Laurent Caujat : Le chef menuisier ;
- 2018 : Fin de Matinée de Hiroshi Nishitani : le préfet de Paris
- 2021 : Alors on danse de Michèle Laroque : le maître d'hôtel.
- 2022 : The Killer de David Fincher : le portier de l'hôtel

### Télévision

#### Téléfilms
- 1981 : Le Tout pour le tout de Jacques Brialy : le télégraphiste ;
- 2007 : Le Monsieur d'en face de Alain Robillard : le chef de rayon ;
- 2008 : Miroir, mon beau miroir de Serge Meynard : le légiste ;
- 2012 : Pour toi j'ai tué de Laurent Heynemann : le concessionnaire ;
- 2013 : Dame d'atout de Alexis Lecaye et Camille Bordes-Resnais : Dr Gérard ;
- 2014 : Rouge Sang de Xavier Durringer : Richard Le Gall
- 2014 : La Loi de Christian Faure : Bernard Marie ;
- 2018 : La Mort dans l'âme de Xavier Durringer : le juge Faidherbe ;
- 2020 : T'en fais pas, j'suis là de Pierre Isoard : le directeur de l'institut suisse.
- 2023 : Tout pour Agnès de Vincent Garenq : le bâtonnier de l'Ordre.

#### Séries
- 1986 : Espionne et tais-toi : Jones ;
- 1987 : Les Enquêtes du commissaire Maigret : le concierge du Lutécia ;
- 1989 : Série noire : Paul ;
- 1989 : Paire d'as : desk clerk ;
- 1991 : Rintintin junior ;
- 1992 : Force de frappe : Cop-motard ;
- 1993 : Highlander : Anthony ;
- 1996 : L'Instit : l'employé du funérarium ;
- 2000 : Maigret : le juge d'instruction ;
- 2003 : Frank Riva : l'ingénieur ;
- 2005 : Julie Lescaut : le technicien de la police ;
- 2008 : Boulevard du Palais : le médecin des urgences ;
- 2009 : L'École du pouvoir : le percepteur ;
- 2010 : Mafiosa : Dozlan ;
- 2013 : La Source : le Squid ;
- 2015 : Lebowitz contre Lebowitz : Président Conseil de l'Ordre ;
- 2015 : Contact : André Roblès ;
- 2018 : Le Rêve français de Christian Faure : le ministre communiste ;
- 2018 : Munch : Commandant Beauvois ;
- 2019 : La Guerre des trônes, la véritable histoire de l'Europe :  Philippe II d'Espagne ;
- 2020 : Astrid et Raphaëlle : Jacques Liebnitz ;
- 2020 : Les Mystères de Paris de Véronique Puybaret et Matthieu Dubois : Rodolphe ;
- 2020 : Gone for Good de Juan Carlos Medina : l'homme en costume[réf. nécessaire]. ;
- 2020 : Germinal : Monsieur Grégoire ;
- 2022 : Jeanne d'Arc, femme, guerrière, sainte de Alain Brunard : Jean  d'Estivet.

## Doublage
Sources du doublage : fiche de l'acteur sur RS Doublage et Doublage Séries Database.

### Cinéma

#### Films
- Jason Isaacs dans (14 films) :
  - Harry Potter et la Chambre des secrets (2002) : Lucius Malefoy
  - Elektra (2005) : DeMarco
  - Harry Potter et la Coupe de feu (2005) : Lucius Malefoy
  - Harry Potter et l'Ordre du Phénix (2007) : Lucius Malefoy
  - Par-delà le bien et le mal (2009) : Maurice
  - Harry Potter et les Reliques de la Mort, partie 1 (2010) : Lucius Malefoy
  - Harry Potter et les Reliques de la Mort, partie 2 (2011) : Lucius Malefoy
  - Identité secrète (2011) : Kevin Harper
  - Dix-sept Ans de captivité (2015) : Benjamin McKay
  - Infiltrator (2016) : Mark Jackowski
  - A Cure for Life (2016) : Volmer
  - La Mort de Staline (2017) : Gueorgui Joukov
  - Skyfire (2019) : Jack Harris
  - Agent Game (2022) : Bill

- John Corbett dans (13 films) :
  - Mariage à la grecque (2002) : Ian Miller
  - Les Cyrano de Portland (en) (2005) : Michael Degan / Christian
  - Les Messagers (2007) : Burwell
  - Un bébé à bord (2009) : Danny Chambers
  - Je déteste la Saint-Valentin (2009) : Greg Galtin
  - Sex and the City 2 (2010) : Aidan Shaw
  - Mariage à la grecque 2 (2016) : Ian Miller
  - À tous les garçons que j'ai aimés (2018) : Dr Dan Covey
  - 47 Meters Down: Uncaged (2019) : Grant
  - The Silence (2019) : Glenn
  - La Voie rebelle (en) (2019) : M. Charlie
  - À tous les garçons : P.S. Je t'aime toujours (2020) : Dr Dan Covey
  - À tous les garçons : Pour toujours et à jamais (2021) : Dr Dan Covey

- Simon Yam dans (5 films) : 
  - Election (2005) : Lok
  - Election 2 (2006) : Lok
  - Exilé (2006) : Boss Fay
  - Filatures (2007) : Matt « Chien-Loup »
  - Vengeance (2009) : M. Fung

- Keanu Reeves dans :
  - Johnny Mnemonic (1995) : Johnny Smith
  - Braquage à New York (2011) : Henry Torne
  - Siberia (2018) : Lucas Hill

- Michael Keaton dans :
  - Mes doubles, ma femme et moi (1996) : Doug et ses clones
  - Jackie Brown (1997) : Ray Nicolette
  - Des étoiles plein les yeux (2004) : le président MacKenzie

- Christopher McDonald dans :
  - Happy Gilmore (1996) : Shooter McGavin
  - C'est nous les héros (2020) : le président Neil Anami
  - Happy Gilmore 2 (2025) : Shooter McGavin

- Jeremy Irons dans :
  - Donjons et Dragons (2000) : Profion
  - La Machine à explorer le temps (2002) : Über-Morlock
  - Adorable Julia (2004) : Michael Gosselyn

- Hank Azaria dans :
  - Celebrity (1998) : David
  - Broadway, 39e rue (1999) : Marc Blitzstein
  - Dodgeball ! Même pas mal ! (2004) : Patches O'Houlihan jeune

- Richard Dillane dans :
  - Argo (2012) : Peter Nicholls
  - Dead in Tombstone (2013) : Jack Sutter
  - La Bataille de l'Escaut (2020) : le capitaine Sinclair

- Aaron Eckhart dans :
  - The Expatriate (2012) : Ben Logan
  - My All American (2015) : le coach Darrell Royal
  - The Spy Code (en) (2024) : Evan Shaw

- Eddie Marsan dans :
  - Une belle fin (2013) : John May
  - Atomic Blonde (2017) : Spyglass
  - Le Virtuose (2021) : le solitaire

- Kevin Sorbo dans :
  - Kull le Conquérant (1997) : Kull
  - Spartatouille (2008) : le capitaine

- Gary Oldman dans :
  - Ludwig van B. (1994) : Ludwig van Beethoven
  - Basquiat (1996) : Albert Milo

- Stephen Dillane dans :
  - Ordinary Decent Criminal (2000) : Noel Quigley
  - Zero Dark Thirty (2012) : le conseiller de la sécurité nationale

- Elias Koteas dans :
  - Hit Me (1996) : Sonny
  - Harrison's Flowers (2000) : Yeager Pollac

- Billy Zane dans :
  - Le Cavalier du Diable (1995) : le collectionneur
  - Ghosts of War (2020) : Dr Engel

- Peter Greene dans :
  - Flic de haut vol (1999) : Deacon
  - Manhattan Samouraï (2007) : John Lowe

- Željko Ivanek dans : 
  - Hannibal (2001) : Dr Cordell Doemling
  - Faussaire (2006) : Ralph Graves

- Ingvar E. Sigurðsson dans
  - Les Anges de l'univers (2000) : Pall
  - Illegal Traffic (2008) :  Cordell Doemling

- Lennie Loftin dans : 
  - Daredevil (2003) : Nick Manolis
  - Les Petits Braqueurs (2004) : Flagler

- Andreas Lust dans : 
  - Le Braqueur, la dernière course (2010) : Johann Rettenberger
  - Le Joueur d'échecs (2021) : Johann Prantl

- Jean-Claude Van Damme dans :
  - UFO (2012) : George
  - Black Water (2018) : Scott Wheeler

- Wallace Langham dans : 
  - Transcendance (2014) : Dr Strauss
  - Le Mans 66 (2019) : Dr Granger

- Tim Blake Nelson dans : 
  - Les Quatre Fantastiques (2015) : Harvey Allen
  - The Report (2019) : Raymond Nathan

- John Travolta dans :
  - La Victoire dans le sang (2019) : Sam Munroe
  - The Fanatic (2019) : Moose

- 1973[N 1] : L'Exorciste : Dr Barringer (Peter Masterson)
- 1974[N 1] : La Tour infernale : Dan Bigelow (Robert Wagner)
- 1978[N 1] : Superman : Jor-El (Marlon Brando)
- 1989 : Vidéokid : L'Enfant génial[N 2] : Bateman (Sam McMurray)
- 1993 : Trois de cœur : Joe Casella (William Baldwin)
- 1994 : Harcèlement : Philip Blackburn (Dylan Baker)
- 1995 : L'Armée des douze singes : le lieutenant Halperin (Christopher Meloni)
- 1995 : Au beau milieu de l'hiver : Joe Harper-Hamlet (Michael Maloney)
- 1996 : Entre chiens et chats : Brian (Ben Chaplin)
- 1996 : Le Dernier Anniversaire : Brandon Theis (Gregory Harrison)
- 1997 : Speed 2 : Cap sur le danger : Merced (Brian McCardie (en))
- 1997 : Incognito : Alastair Davies (Thomas Lockyer)
- 1997 : Henry Fool : Henry Fool (Thomas Jay Ryan)
- 1997 : La Guerre des fées : Murray (Martin Short)
- 1998 : Un cadavre sur le campus : Matt Noonan (Corey Page (en))
- 1998 : The Truman Show : Lawrence (Peter Krause)
- 1999 : Double Jeu : Nick (Bruce Greenwood)
- 2000 : The Patriot : Le Chemin de la liberté : Skunk (Kirk Fox)
- 2001 : Harry Potter à l'école des sorciers : Firenze (Ray Fearon)
- 2001 : La Chute du faucon noir : Wex (Delta Force) (Kim Coates)
- 2001 : The One : Dr Franklin (Joel Stoffer (en))
- 2003 : SWAT : Unité d'élite : T.J. Mc Cabe (Josh Charles)
- 2003 : Hollywood Homicide : l'inspecteur Zino (Tom Todoroff)
- 2003 : Le Maître du jeu : Kincaid (Stuart Greer (en))
- 2004 : The Punisher : Quentin Glass (Will Patton)
- 2004 : L'Exorciste : Au commencement : le major Granville (Julian Wadham)
- 2005 : La Légende de Zorro : Frère Felipe (Julio Oscar Mechoso)
- 2005 : Charlie et la Chocolaterie : le reporter télé (Todd Boyce)[4]
- 2005 : L'Exorcisme d'Emily Rose : Ethan Thomas (Campbell Scott)
- 2005 : Burt Munro : Jim (Christopher Lawford (en))
- 2005 : XXX2: The Next Level : ? (?)
- 2006 : Firewall : Gary Mitchell (Robert Patrick)
- 2007 : PS I Love You : William Gallagher (Jeffrey Dean Morgan)
- 2009 : The Skeptic (en) : Bryan Becket (Tim Daly)
- 2009 : Les Anges noirs : Joseph Bruno (Harvey Keitel)
- 2009 : Lapin de velours (en) : John, le père (Kevin Jubinville (en))
- 2011 : Haute Tension : Richard Nader (Ray Liotta)
- 2012 : Passion : l'avocat d'Isabelle (Michael Rotschopf (de))
- 2012 : The Secret : Robert (Garwin Sanford)
- 2012 : Sous surveillance : l'agent du FBI (Andrew Airlie)
- 2012 : Drakkar : Athelstan (Christopher Godwin (en))
- 2012 : Piégée : John Kane (Bill Paxton)
- 2012 : The Master : Bill White (Kevin J. O'Connor)
- 2013 : Blue Jasmine : Dave (Conor Kellicut)
- 2013 : Capitaine Phillips : le capitaine Frank Castellano (Yul Vazquez)
- 2013 : Coup de foudre à Austenland : Jimmy (Demetri Goritsas)
- 2013 : Le Cinquième Pouvoir : Holger Stark (Anatole Taubman)
- 2013 : Whisper : Libres comme le vent : Friedrich Fink (Peter Meinhardt (de))
- 2014 : Need for Speed : l'investisseur (Michael Rose)
- 2014 : X-Men: Days of Future Past : Piotr « Peter » Nikolaievitch Rasputin / Colossus (Daniel Cudmore)
- 2014 : Alexandre et sa journée épouvantablement terrible et affreuse : M. Brand (Burn Gorman)
- 2014 : La Dame en noir 2 : L'Ange de la mort : Dr Rhodes (Adrian Rawlins)
- 2015 : Arthur et Merlin (en) : Aberthol (Nigel Cooke)
- 2016 : Ma vie de chat : Tom Brand (Kevin Spacey)
- 2016 : Pet : l'inspecteur Meara (Sean Blakemore (en))
- 2017 : Stratton : Tariq Alawi (Igal Naor) ;
- 2017 : Sandy Wexler : lui-même (Drew Pinsky)
- 2017 : Ghost in the Shell : Cutter (Peter Ferdinando (en))
- 2017 : John Wick 2 : un sommelier (Peter Serafinowicz)
- 2017 : Usurpation : Dr Weisman (James Van Patten)
- 2017 : Bienvenue à Suburbicon : Ed Pappas (Robert Pierce)
- 2017 : Tout l'argent du monde : Otto Lam (Rainer Sellien)
- 2017 : La Forme de l'eau : Bernard (Stewart Arnott)
- 2017 : Fullmetal Alchemist : Tim Marcoh (Jun Kunimura)
- 2018 : Les Veuves : Roger (Philip Rayburn Smith)
- 2018 : Le Joueur de base-ball était un espion : Jerry Fredericks (Ben Miles)
- 2018[N 3] : City of Lies : l'inspecteur Fred Miller (Toby Huss)
- 2018 : The Sonata : Sir Victor Ferdinand (James Faulkner)
- 2019 : Le Roi : Henry Chichele (Andrew Havill)
- 2019 : Intrigo: Samaria : Jacob Kall (Jeff Fahey)
- 2019[N 3] : Wizards of the North - The First Battle : Karatchoun (Alexeï Kravtchenko)
- 2019 : Mafia Inc. : ? (?)
- 2019 : Black Widow (nl) : ? (?)
- 2019 : Ip Man 4 : Hartman Wu (Vanness Wu) / M. Wight (Adrian Wheeler) et le général Armstrong (John F. Cruz)
- 2020 : Mank : Shelly Metcalf (Jamie McShane)
- 2020 : Un espion ordinaire : Dickie Franks (Angus Wright)
- 2020 : L'Esprit s'amuse : Harry Price (James Fleet)
- 2020 : Money Plane : Jack Reese (Adam Copeland)
- 2020 : The Judgment : ? (?)
- 2020 : The Wolf of Snow Hollow (en) : Paul Carnury (Will Madden)
- 2021 : Escape Game 2 : Le monde est un piège : Henry / Puzzlemaker (James Frain)
- 2021 : The Survivalist : Heath (Julian Sands)
- 2021 : Lena & Snowball (it) : ? (?)
- 2021 : The Last Victim : Jake (Ralph Ineson)
- 2021 : The Chef : Alastair Skye (Jason Flemyng)
- 2021 : Le capitaine Volkonogov s'est échappé : le commandant Golovnia (Timofey Tribuntsev (en))
- 2021 : Limbo : ? (?)
- 2022 : Fullmetal Alchemist : La Vengeance de Scar : Dr Tim Marcoh [Qui ?]
- 2022 : The Moderator : l'agent John Ross (Robert Knepper)
- 2022 : Pearl : le père d’Emma Pearl (Matthew Sunderland (en))
- 2022 : Corrective Measures : Mutants surpuissants : ? (?)
- 2023 : Excroissance : Steven (Pat Dortch)
- 2023 : Oppenheimer : Gordon Gray (Tony Goldwyn)
- 2023 : Golda : Haïm Bar-Lev (Dominic Mafham (en))
- 2023 : The Critic : David Brooke (Mark Strong)
- 2024 : Better Man : ? (?)
- 2025 : Captain America: Brave New World : ? (?)
- 2025 : Brick : Oswalt (Axel Werner (de))
- 2025 : Les Quatre Fantastiques : Premiers pas : ? (?)

#### Films d'animation
- 1998 : Les Merveilleuses Aventures de Crysta : Nugget
- 2007 : Barbie, princesse de l'Île merveilleuse : Gérard le majordome royal et le cheval
- 2020 : Calamity, une enfance de Martha Jane Cannary : le colonel (création de voix)
- 2021 : Le Sommet des dieux : Inoué vieux[5] (création de voix)
- 2021 : Seal Team : Une équipe de phoques ! : voix additionnelles
- 2022 : Apollo 10 ½ : Les fusées de mon enfance : voix additionnelles

### Télévision

#### Téléfilms
- Tobias Moretti dans :
  - Amigo, la fin d'un voyage (2011) : Amigo Steigler
  - Appelez le 112 (2012) : Freddy Kowalski
  - Harcèlement (2013) : Jo Rühler
  - La folie en embuscade (2014) : Hans Dallinger
  - Berlin Eins (2015) : Immanuel Tauss
  - La Complainte de Mackie (2018) : Macheath

- Adrian Dunbar dans :
  - L'Enfant du lac (1994) : Joe Bonnar
  - Suspicion (2003) : Mark Finnegan

- Franco Nero dans :
  - Mein Herz in Chile (2008) : Carlos Sanchez
  - Peace (2019) : Angelo

- 1984 : Camille : Duval (Ben Kingsley)
- 1997 : David : David (Nathaniel Parker)
- 1997 : Sale Nuit : Pete Weber (Andrew McCarthy)
- 2000 : Comment épouser une milliardaire : Un conte de Noël : Tom Nathan (John Stamos)
- 2000 : Péché d'amour : Dr Robert Thelen (Walter Sittler)
- 2002 : Les années Tony Blair : Harvey (James Frain)
- 2007 : Les graines de la colère : Richard (Mark Bonnar)
- 2009 : Red gallion : la légende du corsaire rouge : Klaus Störtebeker (Ronald Zehrfeld)
- 2010 : Ein Sommer in Kapstadt : Dirk Engel (Philipp Moog)
- 2011 : Lune de miel en solo : Sean Hughes (Greg Wise)
- 2011 : Le Naufrage du Laconia : Declan McDermott (Ciarán McMenamin)
- 2013 : Frozen apocalypse : Steve Foster (Jeff Fahey)
- 2013 : Les Pendules de Noël (Scott Gibson)
- 2013 : Rendez-vous l'an prochain : Gregor Pohl (Peter Schneider)
- 2017 : Oscar Pistorius : de la gloire au meurtre : Henry O'Neil (Guy Messenger)

#### Séries télévisées
- Robert Gant dans (11 séries) :
  - Queer as Folk (2002-2005) : Pr Ben Bruckner (55 épisodes)
  - The Closer : L.A. enquêtes prioritaires (2005) : Julian Carver (saison 1, épisode 8)
  - Les Experts (2007) : Lewis Greyburg (saison 7, épisode 18)
  - Nip/Tuck (2008) : Jeff Morris (saison 5, épisode 10)
  - Bones (2010) : le coach Jason Hendler (saison 5, épisode 13)
  - Vegas (2013) : Rick Kent (épisode 12)
  - NCIS : Enquêtes spéciales (2013) : Mike Dunkel (saison 10, épisode 16)
  - Les Feux de l'amour (2013-2017) : David Sherman (16 épisodes)
  - The Tomorrow People (2014) : Peter Mackenzie (épisodes 10 et 12)
  - Supergirl (2015-2016) : Zor-El (4 épisodes)
  - Hawaii 5-0 (2017) : Thomas Stratham (saison 7, épisode 20)

- Kevin Sorbo dans (8 séries) :
  - Hercule (1995-1999) : Hercule (111 épisodes)
  - Xena, la guerrière (1995 / 2000) : Hercule (saison 1, épisode 8 et saison 5, épisode 12)
  - Andromeda (2000-2005) : le capitaine Dylan Hunt (110 épisodes)
  - Dharma et Greg (2001) : Charlie (saison 4)
  - La Star de la famille (2004) : Kenny (saison 1, épisode 15)
  - Mon oncle Charlie (2006) : Andy (saison 3, épisode 20)
  - Hawaii 5-0 (2010) : Carlton Bass (saison 1, épisode 6)
  - Don't Trust the B---- in Apartment 23 (2012) : Kevin Sorbo (saison 1, épisode 4)

- Mark Bonnar dans (8 séries) :
  - Jackson Brodie, détective privé (2013) : Andy Marshall (saison 2, épisode 2)
  - Line of Duty (2014) : Michael « Mike » Dryden (saison 2)
  - Grantchester (2014) : Dr Robinson (saison 1, épisode 3)
  - Les Enquêtes de Vera (2015) : Danny Pryor (saison 5, épisode 3)
  - Undercover (en) (2016) : John Halliday (mini-série)
  - Sous influence (2017) : Gary Carmichael (mini-série)
  - The Rig (2023) : Alwyn Evans (saison 1, épisodes 1 et 2)
  - Les Dossiers oubliés (2025) : Stephen Burns

- Jamie McShane dans (7 séries) :
  - Mon meilleur ennemi (2008) : Daniel Shaw (épisode 9)
  - Longmire (2012) : Bill Hoback (saison 1, épisode 3)
  - First Murder (2014-2016) : Justine Burnside (19 épisodes)
  - Training Day (2017) : l'agent Gerald Lynch (épisode 6)
  - Condor (2018) : Gareth Lloyd (saison 1)
  - Mercredi (2022-2025) : le shérif Donovan Galpin (11 épisodes)
  - 1923 (2023-2025) : le shérif Kent (9 épisodes)

- Bruce Thomas dans (6 séries) :
  - Kyle XY (2006-2009) : Stephen Trager (43 épisodes)
  - Bones (2008) : JP Gratton (saison 4, épisode 6)
  - Desperate Housewives (2008) : Peter Hickey (saison 5, épisode 6)
  - Rake (2014) : Clay Randolph (épisode 5)
  - NCIS : Enquêtes spéciales (2016) : Richard Porter (saison 13, épisode 15)
  - NCIS : Los Angeles (2017) : Frank Gibson (saison 8, épisode 17)

- Jason Isaacs dans (5 séries) :
  - Capital City (en) (1989-1990) : Chas Ewell (23 épisodes)
  - À la Maison-Blanche (2004) : Colin Ayres (3 épisodes)
  - Brotherhood (2006-2008) : Michael Caffee (29 épisodes)
  - Rosemary's Baby (2014) : Roman Castevet (mini-série)
  - Sex Education (2021) : Peter Groff (saison 3)

- John Corbett dans (5 séries) :
  - Le Visiteur (1997-1998) : Adam MacArthur (13 épisodes)
  - Sex and the City (2000-2003) : Aidan Shaw (22 épisodes)
  - Lucky (2003) : Michael « Lucky » Linkletter (13 épisodes)
  - XO, Kitty (2023) : Dan Covey (saison 1, épisodes 1 et 10)
  - And Just Like That... (depuis 2023) : Aidan Shaw

- Richard Dillane dans (4 séries) :
  - Berlin Station (2016) : Gerald Ellman (saison 1, épisode 1)
  - Le Jeune Wallander (2020) : Josef Hemberg (saison 1)
  - Andor (2022) : Davo Sculdun (saison 1, épisodes 10 et 12)
  - La Diplomate (2023) : Tom Libby (saison 1, épisodes 2 et 6)

- Tom O'Brien (en) dans :
  - JAG (1997) : le capitaine Cahill (saison 2, épisode 1)
  - Smallville (2001-2002) : Roger Nixon (5 épisodes)
  - Dead Zone (2007) : Dr Jaeger (saison 3, épisode 12)

- Garwin Sanford dans :
  - Stargate SG-1 (1998-2001) : Narim (3 épisodes)
  - Stargate Atlantis (2004-2005) : Simon Wallis (3 épisodes)
  - Once Upon a Time in Wonderland (2013) : le roi (épisode 5)

- Alex Carter dans :
  - These Arms of Mine (en) (1999) : David Bishop (épisode 5)
  - JAG (2003) : le commandant Mark Joyner (saison 9, épisode 7)
  - Dead Zone (2007) : le capitaine Steve Wilcox (saison 6, épisode 3)

- Vincent Regan dans :
  - Les Arnaqueurs VIP (2005) : l'inspecteur Wells (saison 2, épisode 6)
  - Strike Back (2012) : Karl Matlock (saison 3)
  - Victoria (2019) : le roi Louis-Philippe (saison 3, épisodes 1 et 2)

- Adrian Rawlins dans :
  - Londres, police judiciaire (2011) : Roland Hextor (saison 6, épisode 6)
  - Meurtres au paradis (2017) : Stephen Langham (saison 6, épisode 1)
  - Innocent (en) (2018) : Rob Moffatt (mini-série)

- Ben Shenkman dans :
  - Damages (2010) : Curtis Gates (saison 3)
  - Drop Dead Diva (2011) : Dr Bill Kendall (saison 3)
  - Made in Jersey (2012) : Andrew Treaster (épisode 1)

- Nathaniel Parker dans :
  - Merlin (2011) : Agravaine de Bois (saison 4)
  - Grantchester (2019) : Thomas Davenport (saison 4, épisode 5)
  - La templanza (2021) : Edward Clayton (10 épisodes)

- Paul Rhys dans :
  - Being Human : La Confrérie de l'étrange (2010) : Ivan (saison 2)
  - Rellik (2017) : Patrick Barker (mini-série)
  - Mythes et Croyances (2018) : Philip Smith (saison 2, épisode 5)

- Michael McElhatton dans : 
  - The Fall (2013) : Rob Breedlove (saison 1)
  - Genius (2017-2018) : Dr Philipp Lenard (9 épisodes)
  - La Roue du temps (2021-2023) : Tam al'Thor (3 épisodes)

- Cleavant Derricks dans :
  - Sliders : Les Mondes parallèles (1995-1997) : Rembrandt Brown (1re voix, saisons 1 à 3)
  - Charmed (2000) : Cleavant Wilson (saison 2, épisode 19)

- Željko Ivanek dans :
  - Urgences (2000) : (saison 7, épisode 8)
  - New York Police Blues (2005) : Justin Deroos (saison 12, épisode 13)

- Rob McElhenney dans :
  - Philadelphia (depuis 2005) : Ronald « Mac » McDonald (170 épisodes - en cours)
  - The Mindy Project (2014 / 2017) : Lou Tookers (4 épisodes)

- David Wilmot (en) dans :
  - Les Tudors (2009-2010) : Sir Ralph Ellerker (5 épisodes)
  - Les Enquêtes de Vera (2017) : Mal Hinkin (saison 7, épisode 4)

- Anthony Calf dans :
  - Inspecteur Lewis (2010) : Malcolm Finniston (saison 4, épisode 2)
  - Meurtres au paradis (2021) : Philip Carlton (épisode spécial)

- Tim Blake Nelson dans :
  - CHAOS (2011) : l'agent Casey Malick (13 épisodes)
  - Modern Family (2011) : Hank (saison 3, épisode 1)

- Keith Allan dans :
  - Z Nation (2014-2018) : Alvin Bernard Murphy (63 épisodes)
  - Stumptown (2020) : Tim Scott (épisode 11)

- Ian Butcher dans :
  - The Magicians (2019) : Lionel (saison 4, épisode 3)
  - Tracker (2024) : David Lawson (saison 2, épisode 7)

- Eric Breker dans :
  - Enquêtes codées : San Francisco (en) (2018) : l'officier Webb (épisodes 5 et 6)
  - The Magicians (2020) : le capitaine des centurions (saison 5, épisode 4)

- Daniel Fearn dans :
  - Les Irréguliers de Baker Street (2021) : le barman (épisode 1)
  - The Beast Must Die (en) (2021) : le mécanicien (épisode 1)

- Michael Shaeffer (en) dans :
  - SAS : Rogue Heroes (2022) : le lieutenant-général Ritchie (saison 1, épisodes 2 et 3)
  - Bodies (2023) : Hayden (mini-série)
- 1995 : Orgueil et Préjugés : George Wickham (Adrian Lukis) (mini-série)
- 1995-1997 : Murder One : Arnold Spivak (J. C. MacKenzie (en)) (2e voix)
- 1999 : 2267, ultime croisade : Galen (Peter Woodward)
- 1999-2006 : Commissaire Montalbano : Mimì Augello (Cesare Bocci) (1re voix, saisons 1 à 6)
- 2000 : Code Eternity : Tawrens (Olivier Gruner)
- 2001 : Voleurs de charme : Johnny (John Stamos)
- 2003 : Suspect numéro 1 : Simon Finch (Ben Miles) (saison 6)
- 2003-2004 : Everwood : Carl Feeney (Dylan Walsh) (saison 1)
- 2004 : Ed : Dennis Martino (John Slattery)
- 2004 : FBI : Portés disparus : Greg/Rick Knowles (Tony Goldwyn)
- 2005 : Into the West : James Fletcher (Will Patton) (mini-série)
- 2006 : Totally Frank (en) : Nick (Craig Kelly)
- 2006 : Cracker : Harry Peters (Demetri Goritsas) (hors saison 2006)
- 2006-2009 : Grey's Anatomy : Denny Duquette (Jeffrey Dean Morgan) (23 épisodes)
- 2006-2014 : Young Dracula : le comte Dracula (Keith-Lee Castle) (66 épisodes)
- 2007-2011 : Nick Cutter et les Portes du temps : James Lester (Ben Miller)
- 2008-2010 : Le Cinquième Commandement : le Père Simon Castell (Francis Fulton-Smith)
- 2009 : Le Journal d'Anne Frank : Otto Frank (Iain Glen) (mini-série)
- 2009-2010 : L'Aigle rouge : Juan de Calatrava (Roberto Álamo)
- 2010 : Les choses qui restent (it) : Cataldo (Francesco Scianna) (mini-série)
- 2010 : L'Enfer du Pacifique : le capitaine Andrew Haldane (Scott Gibson) (mini-série)
- 2010 : The Bridge : Bernie Kantor (Frank Cassini) (11 épisodes)
- 2010 : Dance Academy : Patrick (Josef Brown) (14 épisodes)
- 2010 : Millenium : Richard Ekström (Niklas Hjulström) (épisodes 3 à 6)
- 2011 : Revenge : Trash (Burn Gorman) (saison 2)
- 2011-2012 : Hell on Wheels : L'Enfer de l'ouest : M. Gregogy Toole (Duncan Ollerenshaw)
- 2011-2012 : XIII, la série : Max Serle (Matthew Bennett) (saison 1, épisodes 8 et 11), Helder (Michael Ironside) (saison 2, épisodes 8 et 13)
- 2012 : Burn Notice : l'interrogateur de la CIA (Brian Brightman) (saison 6, épisode 17)
- 2012 : Breakout Kings : John Franklin (Tim Bell) (saison 2, épisode 8)
- 2013 : Black Mirror : Jack Napier (Jason Flemyng) (saison 2, épisode 3)
- 2013 : Bates Motel : Will Decody (Ian Hart) (saison 1, épisodes 4 et 8)
- 2013 : Vikings : le prêtre Saxon (Simon Coury) (saison 1, épisode 4)
- 2013 : Graceland : l'agent Caldwell (Jim R. Coleman) (saison 1, épisode 6)
- 2014 : Journal d'une ado hors norme : le docteur (Tim Berrington) (saison 2, épisode 3)
- 2014-2015 : Chicago Police Department : le commandant Fischer (Kevin J. O'Connor) (14 épisodes)
- 2014-2016 : Devious Maids : Rick Dresden (Deke Anderson) (4 épisodes)
- 2016 : The Night Manager : L'Espion aux deux visages : Rex Mayhew (Douglas Hodge) (mini-série)
- 2016 : Scorpion : Kenneth Dodd (Jeff Fahey) (saison 2, épisode 14)
- 2016 : Real Detective (en) : l'inspecteur Sam Palmer (Lorne Brass) (saison 1, épisode 8)
- 2016-2021 : Van Helsing : Axel Miller (Jonathan Scarfe) (49 épisodes)
- 2017 : Good Behavior (en) : Christian Woodhill (Terry Kinney)
- 2017 : Sé quién eres (es) : Juan Elias (Francesc Garrido)
- 2017 : American Gods : Warden, le directeur de prison (Richard Blackburn) (saison 1, épisode 1)
- 2018 : Falling Water : Sam Morrison (Jonathan Potts) (saison 2)
- 2018-2020 : Bad Banks : Quirin Sydow (Tobias Moretti)
- 2019 : The Deuce : Hank Jaffe (Corey Stoll) (saison 3)
- 2019 : La usurpadora : Facundo Nava (Arap Bethke) (25 épisodes)
- 2019 : Blacklist : Dr Busson (Jean Brassard) (saison 7, épisode 1)
- 2019 : Jack Ryan : Miguel Ubarri (Francisco Denis) (saison 2)
- 2019 : For the People : l’inspecteur Blake (Christopher Amitrano) (saison 2, épisode 4)
- 2019 : Succession : Ragnar Magnusson (Ingvar E. Sigurðsson) (saison 2, épisode 1)
- 2019-2022 : His Dark Materials : À la croisée des mondes : Père MacPhail (Will Keen) (16 épisodes)
- 2020 : L'Essor de l'Empire ottoman : Lucas Notaras (Osman Sonant (en))
- 2020 : Riviera : Victor Alsina-Suarez (Gabriel Corrado) (saison 3)
- 2020 : Two Weeks to Live : Ian (Michael Begley) (mini-série)
- 2020-2023 : Your Honor : Johnny Zander (Wayne Péré) (6 épisodes)
- 2021 : Par-delà l'amour : Álvaro Falcón (David Zepeda)
- 2021 : Good Girls : Vance (Breckin Meyer) (saison 4)
- 2021 : Pretty Hard Cases (en) : Paul O'Farrell (Paul Braunstein) (saison 1, épisode 2)
- 2021 : Moi, Christiane F. : Tristan (Tonio Arango) et Heller (Detlef Bothe) (mini-série)
- 2021 : Parlement : Günter (Ulrich Brandhoff) (saison 2)
- 2021 : Leverage: Redemption : Fletcher Maxwell (Reed Diamond) (saison 1, épisodes 1 et 2)
- 2022 : Yakamoz S-245 : ? (?)
- 2022 : The Walking Dead : Romano (Matt Bushell) (saison 11, épisode 16)
- 2022 : Uncoupled : ? (?)
- 2023 : Kaleidoscope : Ted Gough (Whit Washing) (mini-série)
- 2023 : Lockwood and Co. : M. Jacobs (Andrew Woodall) (épisode 1)
- 2023 : La Petite Fille sous la neige : Eduardo (José Coronado) (mini-série)
- 2023 : El silencio : l'avocat [Qui ?] (mini-série)
- 2023 : La Maison allemande (de) : Robert Mulka (Martin Horn (de)) (mini-série)
- 2023 : The Curse : ? (?)
- 2023 : The Woman in the Wall (en) : Jacob Brady (Alan Devine (en))
- 2024 : Kübra (tr) : Ali Riza (Cemalettin Çekmece)
- 2024 : Asaf (tr) : Aziz (Tayanç Ayaydın (tr))
- 2024-2025 : Squid Game : des officiers masqués (saison 2) et le manager des officiers masqués (Park Hee-soon (en)) (2e voix, saison 3)
- 2025 : La Meneuse : Cran Merrickman (Brian Huskey (en))
- 2025 : Daredevil: Born Again : le juge Cooper (Andrew Polk)

#### Séries d'animation
- 1994 : Tico et ses amis : le père de Nanami et Kolova
- 1995-1997 : Freakazoid! : Lord LaBravoure
- 1998-1999[N 4] : Master Keaton : Taichi Hiraga Keaton
- 1999[N 4] : Hunter × Hunter : Ubo
- 1999-2001 : Monster Rancher : voix additionnelles
- 2000 : Excel Saga : Zeta (épisode 23)
- 2000[N 5] : Gate Keepers : Mecha général, le professeur Fukuoka, Itoi
- 2002 : Hunter x Hunter (OAV) : Kurotopi et Ubo
- 2002 : Witch Hunter Robin : Maître Nagira
- 2002 : Tokyo Underground : Kemuri, commentateur du tournoi
- 2002 : Ghost in the Shell: Stand Alone Complex : Pavlo Zaitsev (épisode 16)
- 2002-2003 : Captain Herlock: The Endless Odyssey : Sabu (OAV)
- 2002-2003 : Gate Keepers 21 : Mecha général (OAV)
- 2002-2003 : Gundam SEED : Andrew Wartfeld
- 2003 : Fullmetal Alchemist : Tim Marcoh
- 2003-2004 : Zatchbell : voix additionnelles
- 2003-2006 : Lilo et Stitch, la série : l'officier Kaihiko (épisodes 16, 36 et 52)
- 2004-2005 : Gundam Seed Destiny : Andrew Wartfeld
- 2005-2008[N 6] : Saint Seiya : Chapitre Hadès (Inferno / Elysion) : Thanatos
- 2006 : Ōban, Star-Racers : Don Wei
- 2008 : La Légende de Raoh : Dagar et Habaki
- 2009-2010 : Fullmetal Alchemist: Brotherhood : Vato Falman (1er doublage, épisodes 1 à 13), Dr Tim Marcoh, Henry Douglas, Karley, Clemin, Yakovlev
- 2010-2016 : One Piece : Bellamy la Hyène (1re voix - épisodes 146 à 689), Zambai (2e voix - depuis l'épisode 237), Inazuma (homme - épisodes 438 à 450), Arlong (4e voix), Scratchmen Apoo, Yorki, Mekao, McKinley, Brandnew
- 2011 : MaxiMini : Maître Pifo
- 2011-2012 : Toriko : Alfaro, Johannes, Bei, Gido, Tom
- 2012 : Star Wars: The Clone Wars : Jiro (épisode 89)
- 2012-2017 : Les Tortues Ninja : Xever, Fong (2e voix), Pete le pigeon (2e voix), Dr Zayton Honeycutt (Fugitoïde), Vic Fulci, Écrou-Kid, Dracula
- 2013-2014 : Saint Seiya Omega : Mycènes, Michel-Ange, Capitaine Martien, Ragdo, Romulus, Paradise
- 2015 : The Heroic Legend of Arslan : Kishwahd
- 2018[N 3] : JoJo's Bizarre Adventure : Golden Wind : Risotto[2]
- 2018 : Back Street Girls : voix additionnelles
- 2020 : Seven Deadly Sins : Cusack
- 2021 : La Voie du tablier : Torajiro
- 2021 : Star Wars: Visions : Juro (épisode 5)
- 2021 : Les Maîtres de l'univers : Révélation : Pinsor
- 2022 : Le Requiem du roi des roses : Richard Neville
- 2022 : Tales of the Jedi : San Sang
- depuis 2022 : Spy × Family : Zacharis
- 2023 : Lance Dur : le cordonnier (mini-série, création de voix)
- depuis 2024 : X-Men ’97 : Charles Xavier / Professeur X[N 7]
- 2025 : Le Roi loup (en) : le marchand

### Jeux vidéo
- 2008 : Far Cry 2 : Addi Mbantuwe
- 2008 : Fable 2 : un garde
- 2009 : Borderlands : Roland
- 2012 : Borderlands 2 : Roland
- 2012 : Far Cry 3 (multijoueur)
- 2013 : Skylanders: Swap Force : Rattle Shake
- 2014 : Far Cry 4 : voix additionnelles
- 2015 : Lego Jurassic World : John Hammond
- 2017 : Star Wars Battlefront II : voix additionnelles
- 2017 : La Terre du Milieu : L'Ombre de la guerre : voix additionnelles
- 2018 : Far Cry 5 : voix additionnelles
- 2020 : Assassin's Creed Valhalla : voix additionnelles
- 2021 : New World : divers personnages
- 2022 : Dying Light 2: Stay Human : ?
- 2023 : Diablo IV : ?
- 2023 : Final Fantasy XVI : ?
- 2023 : Starfield : ?
- 2023 : Cyperpunk 2077 : Phantom Liberty (en) : ?
- 2024 : Dragon Age: The Veilguard : voix additionnelles
- 2024 : Star Wars Outlaws : ?
- 2024 : Batman: Arkham Shadow (en) : Pettit, Cunningham, Ferris Boyle, Chucky Berks, Douglas Zsasz Sr. et Kazlachev
- 2025 : Death Stranding 2: On the Beach : le président